# 上塘镇 (黄平县)
上塘镇，是中华人民共和国贵州省黔东南苗族侗族自治州黄平县下辖的一个乡镇级行政单位。
2013年4月25日，贵州省人民政府批复同意撤销上塘乡，设置上塘镇，镇人民政府驻明星村。

## 行政区划
上塘镇下辖以下地区：
紫营村、木江村、桂花村、乌梅河村、岔河村、乌马河村、白岩村、新华村、翁卡村、大坪村、明星村、永爱村、碗厂村、板桥村、幸福村、那岔河村和永兴村。